# Subarashiki Hibi ~Furenzoku Sonzai~
Subarashiki Hibi ~Furenzoku Sonzai~ (яп. 素晴らしき日々～不連続存在～ Субарасики хиби ~Фурэндзоку сондзай~), сокращённо SubaHibi или Wonderful Everyday, — японская визуальная новелла в жанре приключений, разработанная компанией KeroQ для платформы Microsoft Windows и выпущенная в 2010 году. Это четвёртая игра от KeroQ после Tsui no Sora, Nijūei и Moekan. SubaHibi во многом перекликается с Tsui no Sora: в обеих новеллах присутствуют общие персонажи и элементы сюжета.

## Сюжет
Wonderful Everyday делится на шесть связанных историй, названия которых взяты из книг «Алиса в Стране чудес» и «Алиса в Зазеркалье». Также присутствуют отсылки на другие произведения, в частности, на «Сирано де Бержерак» и «Логико-философский трактат». Действие большинства глав происходит в вымышленном районе Сугиномия в Токио и рассказывает о событиях июля 2012 года, перед предполагаемым концом света, с разных точек зрения.

## Главы
Всего в игре шесть историй, разделённых на «осколки» в меню выбора прохождения.

### Вниз по кроличьей норе (Down the Rabbit-Hole)
1 часть (пролог)
«История неба и мира». Глава пролога, в значительной степени не связанная с основным повествованием, посвящена отношениям Юки с Дзакуро и сёстрами Вакацуки — Цукасой и Кагами, с которыми игрок может выбрать любовную линию.
Повествование ведётся от лица Юки Минаками. Однажды она интересно знакомится на крыше с молодой девушкой Дзакуро Такасимой, которая рассказывает ей о странных вещах, включая про конец неба. Юки знакомит Дзакуро со своими подругами детства Кагами и Цукасой Вакацуки, и все они начинают жить вместе, наслаждаясь тихой и мирной жизнью. В этой истории всего три концовки: две любовные и одна основная, которая перенесёт игрока ко второй части истории «Вниз по кроличьей норе». В первой любовной концовке Юки начинает любовные отношения с Кагами и продолжает жить спокойной жизнью. Во второй любовной концовке Юки начинает любовные отношения с Цукасой и продолжает жить спокойной жизнью. В основной концовке Юки вместе с Дзакуро отправляется на встречу звёздам, чтобы помочь ей в поиске истинной жизни.
2 часть
История повествует о жизни Юки Минаками. Однажды она знакомится с молодой девушкой Дзакуро Такасимой, которая целует её. На следующей день Юки узнаёт, что Дзакуро совершила самоубийство. Одноклассник Юки, Такудзи Мамия, срывает урок и рассказывает свою эмоциональную речь перед всеми одноклассниками, что 20 июля 2012 года наступит конец света, и смерть Дзакуро — это первый знак, после чего выбегает из класса и в дальнейшем на уроки не приходит. Юки встречает девушку по имени Аяна Отонаси, которая подтверждает слухи о конце света. Данная часть истории состоит из одной основной концовки, которая перенесёт игрока в следующую историю «Это моё собственное изобретение». Юки, благодаря наводке от Аяны, находит и спускается в подземное убежище Такудзи под старым бассейном, и спасает найденную расчленённую Кагами. Цукаса была вместе с ней, но невредима. Время ночь, Юки тащит Кагами, но та загадочным образом превращается в плюшевую игрушку у входа в их дом, а на месте Цукасы появляется пугающий силуэт призрака. После этого Юки находит Такудзи в школе, который совершает самоубийство, спрыгнув с крыши.

### Это моё собственное изобретение (It’s my Own Invention)
«История начала и конца». История повествует о жизни Такудзи Мамия. В школе он был застенчивым и забитым парнем. Узнав о смерти Дзакуро, он начал видеть будущее и совершать тёмные обряды. Данная история имеет тесную связь с историей «Вниз по кроличьей норе». В этой истории две концовки: альтернативная и основная, которая перенесёт игрока в историю «Зеркальные насекомые». В основной концовке Такудзи убивает своего одноклассника Томосанэ Юки; позже они для совершения обряда вместе с Кимикой похищают Кагами и, изнасиловав её, приносят в жертву. После чего, признавшись в любви подруге Дзакуро, Кимике Татибане, Такудзи прощается с ней и перед пришедшей Юки совершает самоубийство, спрыгнув с крыши. В альтернативной концовке Такудзи не убивает Томосанэ и не похищает Кагами, вместо этого проводя больше времени с Кимикой, что открывает новые сцены с ней, и в том числе меняет финал. Основной сюжет продолжается вплоть до конца — сектанты совершают массовое самоубийство, Такудзи прыгает вслед за Кимикой, тем самым убирая встречу с Юки, и заменяет концовку на романтическую. Альтернативный финал не открывает следующую главу, и является раскрывающим взаимоотношения Такудзи и Кимики. Чтобы выйти на альтернативный финал, необходимо отказаться верить в эротические фантазии про Дзакуро на начальном этапе прохождения.

### Зеркальные насекомые (Looking-glass Insects)
«История литературы и химии». История повествует о жизни Дзакуро Такасимы. Живя обычной жизнью вместе со своей подругой Кимикой Татибаной и близким другом Такудзи Мамией, Дзакуро не знала забот. В один день Дзакуро и Кимику начали домогаться хулиганы, после чего Дзакуро стала чувствовать себя отродьем. В этой истории две концовки: одна счастливая и одна основная, которая перенесёт игрока в историю «Бармаглот I». В счастливой концовке Дзакуро находит в себе силы бороться, и вместе с Кимикой и Такудзи ей удаётся одолеть домогателей. Дзакуро и Кимика признаются друг другу в любви и девушки начинают любовные отношения. В счастливой концовке Такудзи не сходит с ума, и все живут чудесным каждым днём. В основной концовке домогателям удаётся подвергнуть Дзакуро и Кимику издевательствам, которые завершаются групповым изнасилованием. Не вынеся такого позора, Дзакуро желает покончить с собой. Позже она встречает двух девушек, Мидзуо Аюми и Цукикаву Усами, которые утверждают, что они были знакомы в прошлой жизни, и обладали магическими сверхспособностями, защищая другой мир миллиарды и триллионы лет назад. Они рассказывают, что чтобы предотвратить конец света, и получить способности обратно, необходимо испытать околосмертельный опыт, что пугает их самих, но безоговорочно воодушевляет Дзакуро. На следующий день Дзакуро испытывает хорошее настроение и целует Такудзи на улице, обещает защитить его, и уходит с новыми подругами на крышу, где и спрыгивают, в основном из-за настойчивой инициативы Дзакуро. История заканчивается их мгновенной смертью. Основная концовка является мидквелом по отношению к историям «Вниз по кроличьей норе» и «Это моё собственное изобретение».

### Бармаглот I (Jabberwocky)
«История спасителя и героя». История повествует о жизни Томосанэ Юки. Томосанэ ведёт обычный образ жизни, ходит в школу, работает в ресторане пианистом и держит всех хулиганов в страхе. Его близкими друзьями являются Юки Минаками и Хасаки Мамия. Данная история имеет тесную связь с историей «Вниз по кроличьей норе» и «Это моё собственное изобретение». В этой истории присутствует основная концовка, которая перенесёт игрока в историю «Кому это снилось». В основной концовке Томосанэ также узнаёт о смерти Дзакуро и слухах о конце света. В конце Томосанэ пытается остановить обезумевшего Такудзи Мамию, но получает от него смертельное ранение ножом и умирает на руках прибывшей к нему на помощь Хасаки. Перед смертью Томосанэ признаётся Хасаки в любви, а Такудзи и дальше провоцирует события, соответствующие его основной концовке.

### Кому это снилось (Which Dreamed It)
«История брата и сестры». История повествует о жизни Хасаки Мамии. Хасаки вела обычный образ жизни, пока не узнала о смерти Дзакуро и о том, что её брат Такудзи Мамия стал видеть будущее. В этой истории одна основная концовка, которая перенесёт игрока в историю «Бармаглот II». Основная концовка завершается на том же моменте, что и концовки «Вниз по кроличьей норе» и «Это моё собственное изобретение:» обезумевший Такудзи уничтожает плюшевого зайца Хасаки, принимая его за Кагами, и щадит Цукасу, которая на самом деле является его сестрой. В финале Хасаки наблюдает то, как брат Такудзи прыгает с крыши после совершённых им ритуалов, и Хасаки бросается за ним.

### Бармаглот II (Jabberwocky II)
«История подсолнечников и холма». История повествует о жизни трёх друзей Юки Минаками, Хасаки Мамии и Томосанэ Мамии за несколько лет до начала основных событий. Также здесь рассказывается о прошлом настоящего Такудзи Мамии, который хотел уничтожить весь мир и переродить его под своё начало, побуждаемый собственной матерью Санами Котоми. Данная история является повествованием до событий прошедших историй «Вниз по кроличьей норе», «Это моё собственное изобретение», «Зеркальные насекомые», «Бармаглот» «I» и «Кому это снилось». В данной истории три основные концовки: «Солнечно-цветочная тропа», «Каждый день прекрасен» и «Небо конца II». В самой истории Такудзи похищает Хасаки и пытается её убить, однако Юки спасает её ценой собственной жизни, после чего Томосанэ случайно убивает Такудзи. Такудзи перед смертью говорит, что его душа не умрёт, и он будет жить в теле брата, от чего шокированный Томосанэ получает глубокую травму и начинает идентифицировать себя с погибшим сводным братом, а также приводит к фрагментации на разные личности.
Концовки истории Бармаглот II:
- Солнечно-цветочная тропа (англ. Sunflower Road): после событий, произошедших в целевой сюжетной линии, Томосанэ (Такудзи) все преступления оправдывают, поскольку личность Такудзи уже сделала своё дело и его нет. Юки, Хасаки и Томосанэ (Такудзи) гуляют по полю в своей знакомой деревне, проводят вместе время, разговаривают, и говорят, что теперь у них всё будет хорошо. Реальная Юки по прежнему мертва, но Томосанэ и Хасаки её видят и слышат, как живого человека. Юки является в неком роде тульпой, которую видят сразу два человека. Хасаки и Юки ревнуют с Томосанэ, но в целом счастливы.
- Каждый день прекрасен (англ. Wonderful Every Day): Томосанэ (Такудзи) также оправдывают все преступления, и тот проводит время в городе, ходя по берегу реки, где встречает своего знакомого журналиста, который раннее интересовался им, и заводит с ним длительную беседу, раскрывающая новые детали о последствиях основных событий, также говоря о философии и жизни.
- Небо конца II (англ. End Sky II): после основных событий, Юки встречается с Аяной на крыше, и та задаётся различными вопросами, не получая чётких ответов.

## Разработка
30 января 2010 была выпущена демо-версия игры Subarashiki Hibi ~Furenzoku Sonzai~, ставшая доступной для скачивания на официальном сайте. Поначалу разработчики планировали выпустить игру 26 февраля 2010, но из-за недоработок выпуск был перенесён на месяц позже.
30 августа 2017 игра стала доступна в Steam под названием Wonderful Everyday Down the Rabbit-Hole; данная история содержит только первую историю, «Вниз по кроличьей норе». Остальную часть игры можно восстановить с помощью бесплатного патча с сайта JAST USA.

## Музыка
Официальным саундтреком Subarashiki Hibi ~Furenzoku Sonzai~ стала песня «Kūkirikigaku Shōjo to Shōnen no Uta» (яп. 空気力学少女と少年の詩, Аэродинамическая Поэзия Девочки и Мальчика) в исполнении Hana. Музыка к игре была написана композитором Szak.

## Награды
Subarashiki Hibi выиграла бронзовый приз в категории Moe Game Awards 2010, а также золотой приз в категории сюжета.